# うんともすんとも
うんともすんともは、江戸時代の日本からの言葉。

## 意味
こちらからいくら話しかけたり働きかけようとも、相手はそれに対して全く反応しないような様のことをいう。「すん」とは「うん」に語呂が合わされたものであり、下に打ち消しの表現を伴って用いられている。
『江戸語大辞典』でこの言葉が解説されている。それによると「すん」といのは何の発言も行われていないことを強調するために「うん」に加えられているということである。元は「うんともすっとも」という言い方もあったが、現在ではこのような言い方は用いられていない。これとは違った説では「うん」というのは鼻から出す声であり「すん」というのは息の音であるというものもある。
『暮らしのことば語源辞典』によると「うん」というのは承諾の他に苦しいときのうなり声という意味で中世から用いられており、このためうんともすんともとは苦しいときのうなり声であると解説されている。
この言葉はポルトガル語が由来であるという説もある。新村出の著書である『南蛮更紗』によると、「うん」とはポルトガル語で1であり、「すん」とはポルトガル語で最上位ということを意味する。このことからうんともすんともとはどのくらいでもないということになる。
日本で最初にこの言葉が用いられたのは1698年の『色茶屋頻卑顔』である。